# Верверсгоф
Верверсгоф (нід. Wervershoof, Нідерландською: [ˌʋɛrvərsˈɦoːf] ( прослухати)) — село в нідерландській провінції Північна Голландія. Входить до муніципалітету Медемблік.
Його площа становить 15,77 км², а населення станом на 2021 рік складало 8.115 осіб.
До початку 2011 року мало статус окремого муніципалітету. Про походження назви Верверсхуф існує низка версій. Багато хто вважає, що садиба названа на честь найпопулярнішого проповідника Веренфріда. Веренфрід був послідовником Віллібранда і прибув у цю місцевість у 690 році на слово Віллібранда і його Євангеліє. Потім він жив на фермі в пізнішому Верверсхуфі. У 1288 році Верферсхоф згадується на карті як місце, де він перебував у вигнанні. Але історія про Веренфріда досі має багато послідовників. Також і як парафіяльна церква, присвячена святому Веренфріду. Йому була присвячена церква, яка колись стояла. Населення коливалося між 250 і 400 особами. 